# イトシュタイン
イトシュタイン (ドイツ語: Idstein, ドイツ語発音: [ˈɪtʃta‿in] ( 音声ファイル)) は、ドイツ連邦共和国ヘッセン州南部ダルムシュタット行政管区のラインガウ＝タウヌス郡に属す市である。本市は、ヴィースバーデンの北、タウヌス山地に位置しており、ヘッセン州の地域プランでは中級中心地の機能を担っている。
イトシュタインは、2015年11月にヨーロッパ福音主義教会共同体から「ヨーロッパの宗教改革都市」の栄誉を与えられた。
2016年10月には「ホーホシュールシュタット」（大学都市）の肩書きを得た。

## 地理

### 位置
旧市街は、東のヴォルフスバッハ川と、西のヴェルスバッハ川との間、高度およそ海抜 280 m のなだらかな山の上にある。旧市街の北は城山に向かって集束し、その麓で2本の川が合流している。ヴォルフスバッハ川沿いには同名の集落があったが、放棄されて現在はその跡地が遺っている。市の南部に位置するホーフグート・ガッセンバッハ（農場）は、旧ガッセンバッハ集落を起源とする。この農場は、数年前からドメーネ・メヒチルトハウゼンに属している。
市の西部、ヴェルスバッハタールの対岸には、ホーエ・カンツェル (592 m)からロスベルク (426 m) やリューゲルト (402 m) を経てローゼンキッペル (379 m) に至る山並みがあり、南部ではガレンベルク (348 m) がダスバッハ・ハイデに至る別の山並みを形成している。西部の高台の麓付近を連邦アウトバーン A3号線が通り、高速鉄道ケルン - ライン/マイン線がその斜面を（イトシュタイントンネルで）走っている。
リューゲルトの反対側、アウロファー・バッハ川の谷にオーバーアウロフとニーダーアウロフの2つの集落がある。
イトシュタインの北では、ヴェルスバッハタールが肥沃な農地のゴルデナー・グルントを越えてラーンタールへ延びている。

### 気候
平均年間降水量は 724 mm で、ドイツの平均に比較的近い降水がある。ドイツの全測候所の 45 % でこれよりも少ない年間降水量が観測され、イトシュタインは中央 1/10 の測候所に含まれる。最も乾燥する月は2月、最も降水量が多いのは6月である。6月には、最も乾燥する2月の1.6倍の降水がある。降水量の変化は少なく、年間を通してほぼ一定の降水量がある。降水量の変化がイトシュタインよりも小さな測候所はわずか 4 % である。

### 隣接する市町村
イトシュタインは、北はバート・カムベルク（リムブルク＝ヴァイルブルク郡）およびヴァルトエムス（ラインガウ＝タウヌス郡）、東はグラスヒュッテン（ホーホタウヌス郡）、南東はエップシュタイン（マイン＝タウヌス郡）、南はニーデルンハウゼン、南西はタウヌスシュタイン、西はヒュンシュテッテン（以上3市町村はいずれもラインガウ＝タウヌス郡）と境を接している。

### 市の構成
本市は、中核市区と11の市区からなる。人口は、2020年12月30日現在の数値である。
| 市区                       | 人口（人） |
| -------------------------- | ---------- |
| イトシュタイン（中核市区） | 17,809     |
| ダスバッハ                 | 319        |
| エーレンバッハ             | 316        |
| エッシャンハーン           | 731        |
| ヘフトリヒ                 | 1,582      |
| クレフテル                 | 544        |
| レンツハーン               | 229        |
| ニーダーアウロフ           | 375        |
| ニーダー＝オーバーロート   | 526        |
| オーバーアウロフ           | 350        |
| ヴァルスドルフ             | 1,518      |
| ヴェルスドルフ             | 3,688      |
| 計                         | 27,987     |

1977年までイトシュタインはウンタータウヌス郡（郡庁所在地はバート・シュヴァルバッハ）に属していた。この郡はヘッセン州の郡再編に伴いラインガウ郡と合併してラインガウ＝タウヌス郡を形成した。人口約28,000人のイトシュタインはラインガウ＝タウヌス郡で2番目に大きな都市である。

## 歴史

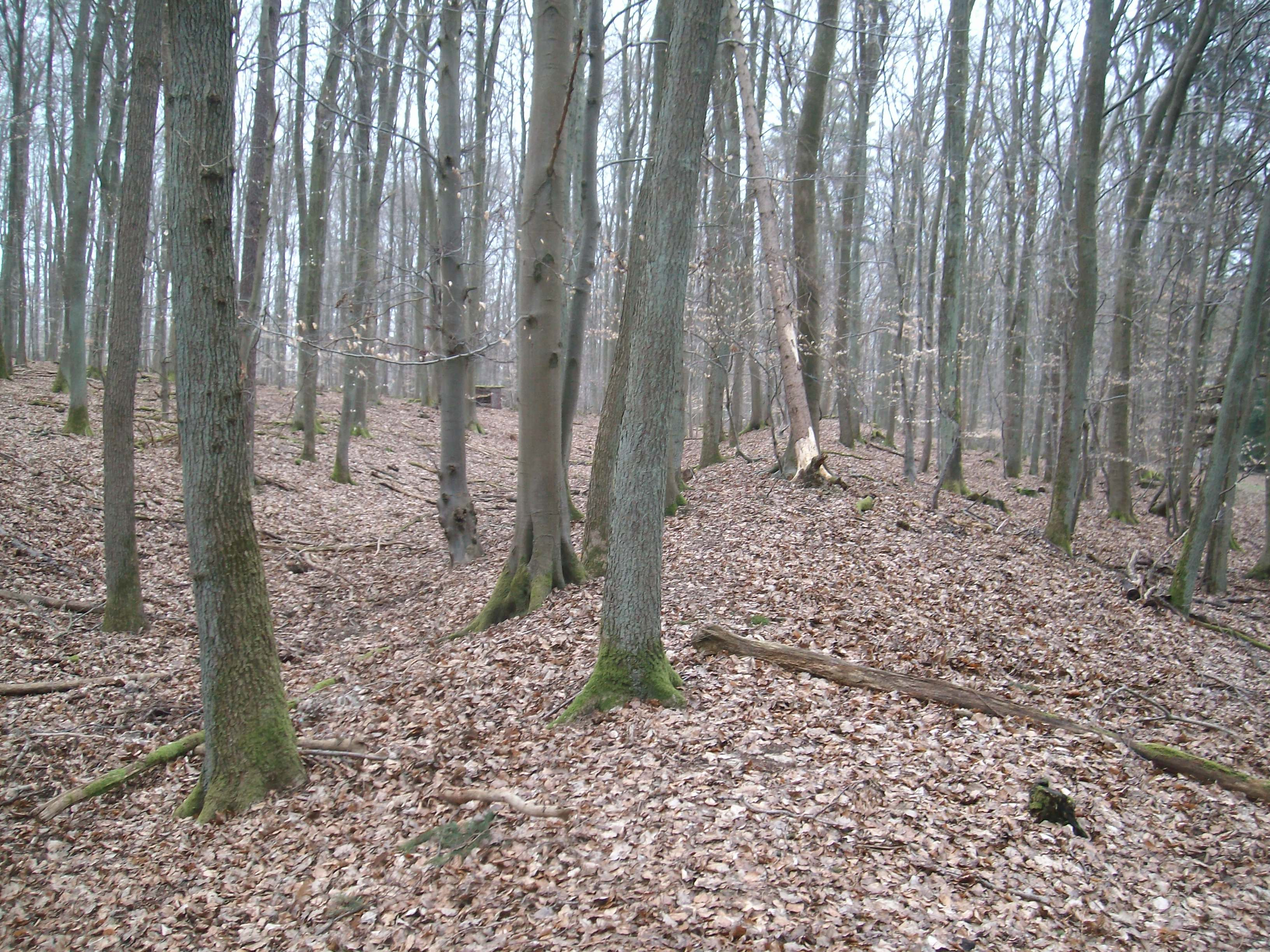
ナック環状土塁

ナック環状土塁が、ホルダースベルク城の厩舎とともにイトシュタイン地方の初期の入植を示す証拠となっている。この両史跡は、専門家によって中世初期のものであるとされた。
イトシュタイン自身は、1102年に Etichenstein という表記で初めて文献に記録され、1287年にルードルフ・フォン・ハプスブルクによって都市権を授けられた。ナッサウ家の旧城塞近くに建つヘクセン塔の他に、この街には多くの木組み建築を有する中世の都市中核部が保存されている。現存する最古の家屋は1410年に建設されたものである。
最初の文献記録から1721年までイトシュタインはナッサウ＝イトシュタイン伯および他のナッサウ家の宮廷都市であった。ナッサウ家の所領は相続によって何度も分割され、家系の断絶により再び統合された。1480年から1509年までは旧ナッサウ＝イトシュタイン系が、その後ナッサウ＝ヴィースバーデン家およびナッサウ＝ヴァイルブルク家と再び統合され、1629年から1721年には新ナッサウ＝イトシュタイン家がこの地を治めた。

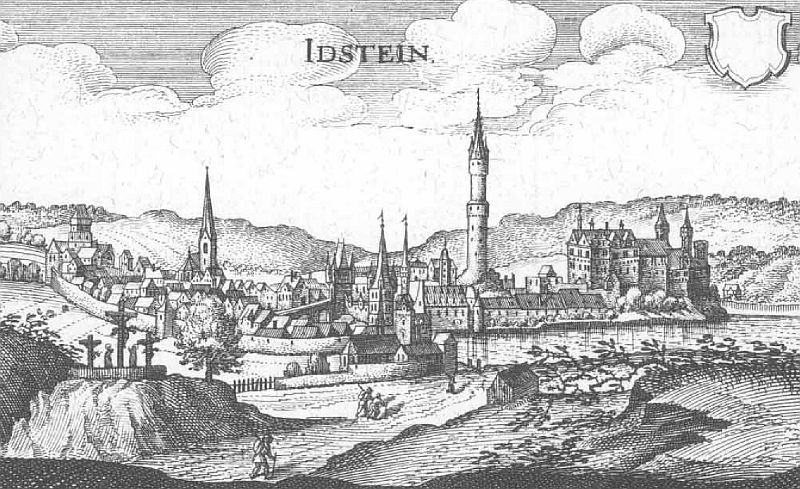
1655年に出版されたマテウス・メーリアンの銅版画に描かれたイトシュタイン

17世紀にイトシュタインはプロテスタントのナッサウ＝イトシュタイン伯ヨハネス（1603年 - 1677年）の下、魔女狩りの舞台となった。39人の犠牲者の中には、ゾネンベルクの牧師の妻であったエリーザベト・ホフマンやヘフトリヒの牧師ヨハネス・ヴィヒトと妻ツェツィーリエ・ツァイトローゼ・ヴィヒトが含まれている。イトシュタインでの魔女狩りの犠牲者は、2014年に市議会で全会一致により、倫理的＝社会的名誉が回復された。
イトシュタインは、1721年にナッサウ＝オットヴィラー家、1728年にナッサウ＝ウージンゲン家の所領となった。これにより宮廷都市の地位を失ったが、ナッサウ文書館とオーバーアムト（地方行政官庁）の所在地であり続けた。
17世紀から建設されていた宮殿は、ペスタロッツィシューレの校舎として利用され、その麓に2棟の新しい付属建造物が追加された。
1806年秋にイトシュタインはナッサウ公国の一部となり、1866年にプロイセン王国に併合された。18世紀末から20世紀半ばまでイトシュタインは重要な皮革産業の街であった。第二次世界大戦中には多くの強制労働者が皮革工場で働かされた。1959年に内市街の中にあった主力工場が経済的理由で閉鎖された。1956年に壊滅的な洪水によって工場が浸水したためであった。この土地は旧市街の端に面しており、長年の間建物は建設されず、1980年代になるまで公園として利用された。現在ここにはレーアー広場のオフィス兼アパートの新しい建物が建っており、同時に市場の開催される広場という機能を有してもいる。エーレンバッハ地区には皮革工場が残っている、19世紀のイトシュタインでは噴射機メーカーの E. Roth が消防ポンプを製造しており、特にナッサウ地域で用いられた。
イトシュタインのカルメンホーフ知育施設はナチ時代に「安楽死」プログラムに組み込まれた。T4-作戦でカルメンホーフは、ハダマール殺害施設への中間収容所として用いられた。教会をはじめとする公的な抵抗によりハダマールでの毒ガスによる殺害が終了した後、ブラント作戦に従ってカルメンホーフ自体で殺害が行われた。患者はここで薬物投与などの方法で殺害された。精確な犠牲者の数は現在も判明しておらず、約1000人が殺害されたと推測されている。ここでは医師のマチルデ・ムーティヒ（マチルデ・ヴェーバーとしても知られている）が決定責任を負っていた。
1938年11月の排斥運動（水晶の夜）によってイトシュタインのシナゴーグは荒らされた。「ドイツにおける国家社会主義のユダヤ人排斥に関する連邦公文書館の追悼書」には、追放された、または殺害されたイトシュタインのユダヤ系住民20名の名前が記述されている。2014年11月14日に犠牲者を追悼するために7基のストルパーシュタイン（つまずきの石）がイトシュタインに初めて設置された。
1950年代から1960年代にも、カルメンホーフで保護されている若者に対する虐待の報告が明らかにされた。

### 市町村合併
ヘッセン州の地域再編に伴い、1971年7月1日にそれまで独立した町村であったエーレンバッハ、エッシェンハーン、ニーダーアウロフが自由意思により合併した。1971年10月1日にダスバッハ、ヴァルスドルフ、ヴェルスドルがこれに加わった。ヘフトリヒ、クレフテル、ニーダー＝オーバーロートは1971年12月31日にこれに続いた。1972年7月1日のレンツハーンの合併と、1977年1月1日の州法発効によるオーバーアウロフ合併により一連の市町村合併は完結した。かつての独立した町村と中核市区には、議会と地区代表を有する「ベツィルク」（直訳: 管轄地区）が設けられている。

## 住民

### 人口構成
Zensus 2011 によれば、調査日である2011年5月9日のイトシュタインの人口は23,271人であった。このうち2,503人 (10.8 %) が外国人で、960人がEU圏内の外国人、1,029人がEU圏外のヨーロッパ人、508人がその他の国の外国人であった。また、22.7 % が移民を祖先に持つ人であった。住民は10,591戸で生活していた。このうち3,482戸が1人暮らし、3,039戸が子供のないペア、2,934戸が子供のあるペア、889戸が多世代同居世帯、229戸が共同生活世帯であった。

### 人口推移
出典: Historisches Ortslexikon
- 1565年: 市民 28人、特別免除市民（自由民） 17人
- 1566人: 78戸（62戸が臣下、16戸が自由民）
- 1629人: 410人（82戸）
- 1634年: 98戸（市民 60戸、未亡人 17戸、従者・聖職者・兵士 21戸）89戸は現住、5戸は空き家、11戸は老朽化している
- 1654年: 市民 40人
- 1681年: 推定 71戸
- 1684年: 市民 59人（これに加えて、公民権のない住民 7人、宮廷使用人 3人、未亡人 5人、男児 139人、女児 119人）
- 1703年: 162戸（このうち52戸はフォアシュタットの住戸、74戸は農民）
- 1787年: 210戸、約1,300人

| · | 現在、技術上の問題で一時的にグラフが表示されなくなっています。 |

- 出典: 1834年 - 1967年: Historisches Ortslexikonn[19]、以後は Hessisches Statistisches Informationssystem
- 1970年以後は地域再編により合併した地域を含む。

### 宗教統計
- 1885年: 福音主義 2,028人 (86.04 %)、カトリック 249人 (10.56 %)、その他のキリスト教宗派 7人 (0.30 %)、ユダヤ教 73人 (3.10 %)[19]
- 1961年: 福音主義 4,862人 (60.45 %)、カトリック 2,854人 (35.48 %)[19]
- 2011年: 福音主義 8,276人 (35.6%)、カトリック 5,656人 (24.3 %)、その他の宗教または無宗教 9,339人 (40.1 %)[20]

## 行政

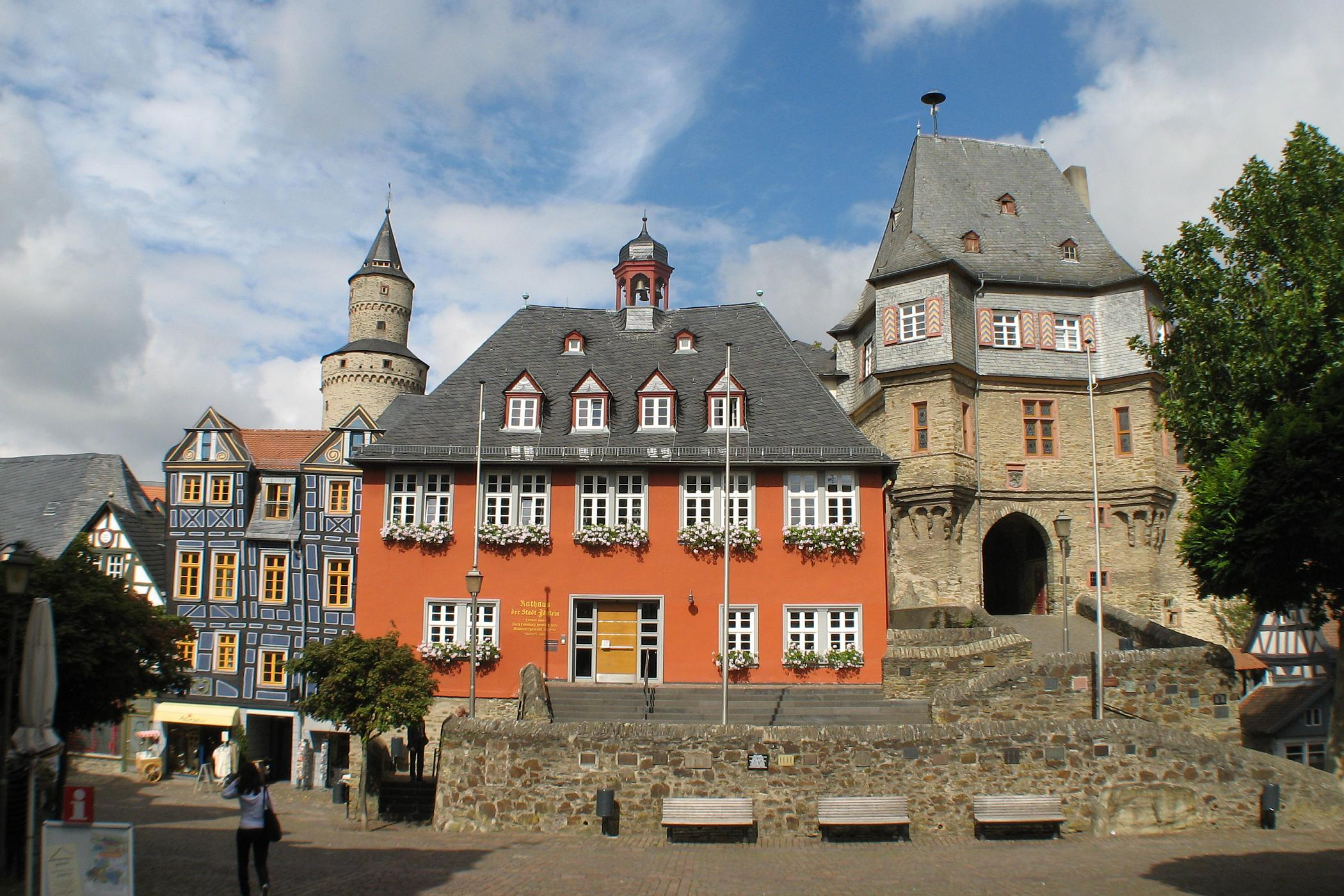
イトシュタイン市庁舎（中央のオレンジ色の建物）。左の青い建物がシーフェス・ハウス、左奥の塔がヘクセン塔、右の塔が旧市街（手前）と城塞地区（奥）とを分ける楼門

### 議会
イトシュタインの市議会は、2021年から45議席で構成される。

### 紋章と旗

イトシュタインの幟

図柄: 市の色は青 - オレンジである。市の紋章は青地に、胸壁を戴いた環状の壁、その中に2本の塔がある。壁自体に2つの門が設けられており、吊り格子は開けられている。2つの門の間にナッサウ伯の紋章が描かれた小楯が配置されている。配色は、環状壁と塔は金色、塔の屋根は赤色、吊り格子は黒である。伯の紋章は青地で獅子と小四角図形は金色である。
解説: この市の紋章には、2つの塔と2つの門を持つ円形の城塞が描かれ、2つの門の間にナッサウ家の紋章が掲げられている。ナッサウ家の紋章は、青地に直立した金の獅子である。
市の色は青 - オレンジである。イトシュタインの旗は、オレンジと青の背景の上に市の紋章が描かれている。配色はオラニエ＝ナッサウ家の色に由来する。

### 姉妹都市
イトシュタインは以下の都市と姉妹都市関係にある。
- ラーナ（イタリア、トレンティーノ＝アルト・アディジェ州）
- ウグリチ（ロシア、ヤロスラヴリ州）
- ズウェインドレヒト（オランダ語版、英語版）（ベルギー、アントウェルペン州）
- シレ（トルコ語版、英語版）（トルコ、イスタンブール県）

この他に以下の街と市民および教会（福音主義教会）パートナーシップ関係にある。
- モシ（タンザニア、キリマンジャロ州）

しかし、この街はこれまでに姉妹都市となっていない。
1969年に、Vlijmen（現在は フーズデン の市区）と最初のコンタクトが行われた。1972年に公式な姉妹都市の提携文書が交わされた。しかし、他の姉妹都市とは異なり、姉妹都市協会が形成されず、共同活動は休眠状態となった。2012年10月、Heusden の希望により、この姉妹都市関係は形式上2012年9月29日に解消された。

## 文化と見所

### 建築
イトシュタイン旧市街の大部分は、現在文化財保護の下に置かれている。多くの歴史的建造物が、第二次世界大戦の戦禍を免れて保存されている。

#### ウニオンス教会

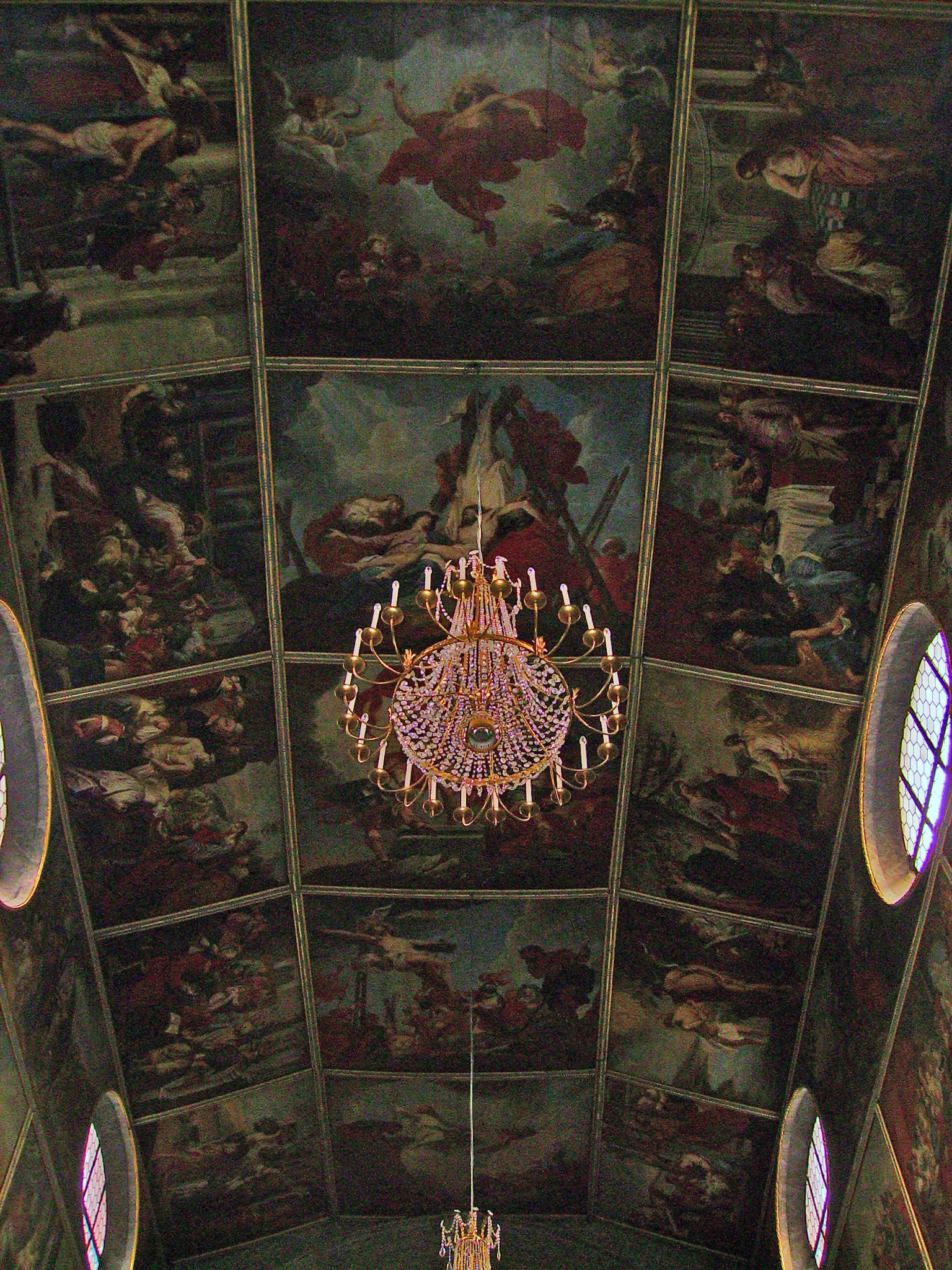
ウニオンス教会の天井画

特別簡素な建物のウニオンス教会は、内部に壮麗さを秘めている。元々参事会教会として建設されたこの建物の建築史は13世紀にまで遡る。14世紀半ばにゴシック様式の新建築が設けられた。
この福音主義教会（1553年からイトシュタインはルター派に改宗された）の特殊性は、17世紀のルーベンス派の画家による大規模な絵画が描かれた天井にある。1917年、それまで単に「市教会」と呼ばれていたこの建物は、ウニオンス教会と呼ばれることとなった。これは、1817年にイトシュタインでナッサウの改革派教会とルター派教会によって教会連合が成立したことを記念するものであった。この出来事が評価され、2015年11月18日にイトシュタインはヨーロッパ福音主義共同体から「ヨーロッパの宗教改革都市」の称号を授与された。

#### カトリック教区教会聖マルティン教会
第二次世界大戦後、追放された人々の流入によってイトシュタインのカトリック人口が増加した。このため、ネオゴシック様式のマグダレーネン教会の代わりに1965年に大きな教会、現在の聖マルティン教会が完成した。建築家ヨハネス・クラーンは、屋根の下に高窓を巡らせた自然石の壁を持つバシリカを設計した。この教会には1974年にヴァルカー＝オルガンが設置されたが、2006年にメボルト・オルガン製造のオルガンに置き換えられた。

#### 宮殿

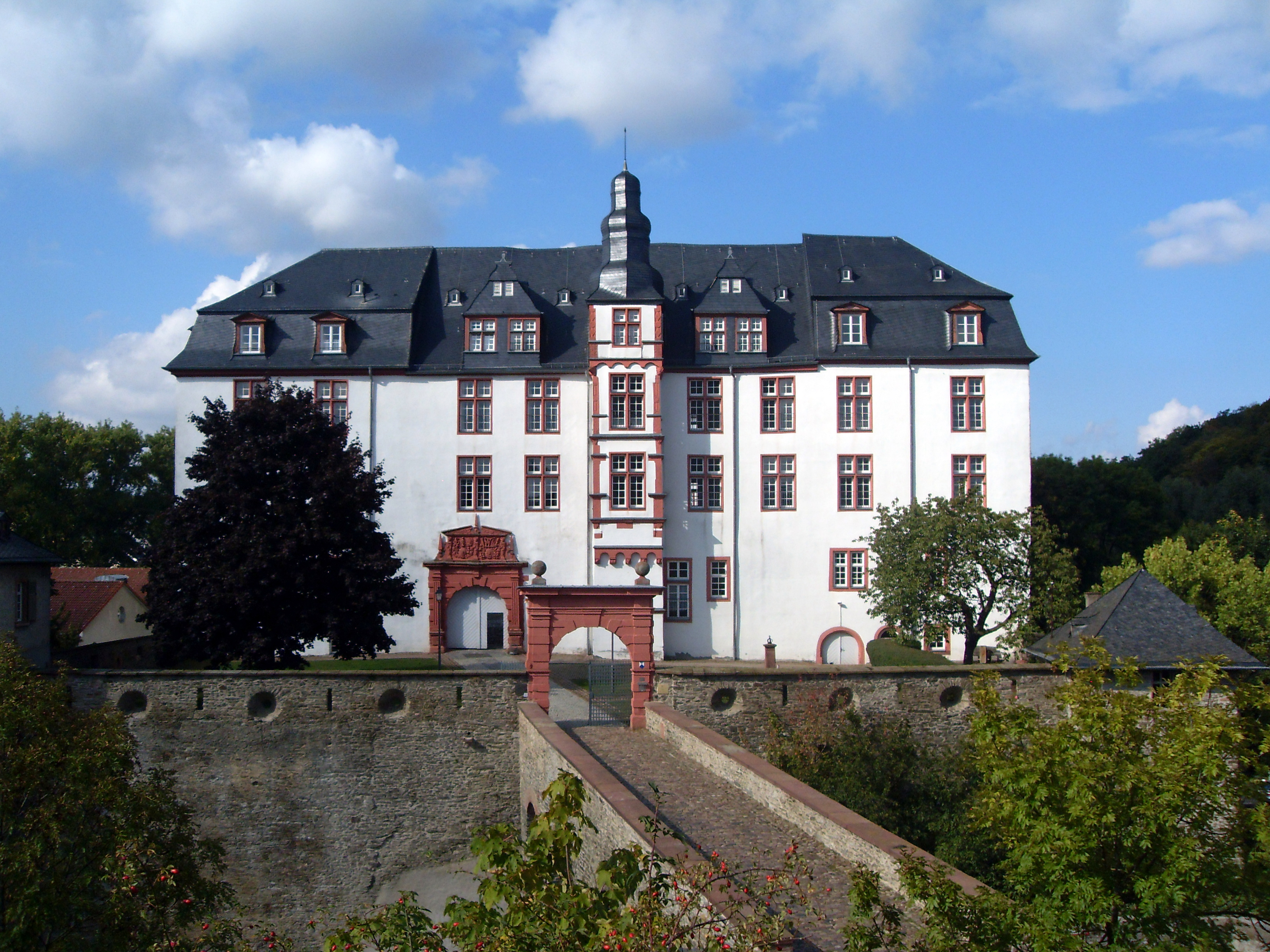
イトシュタイン宮殿

1614年から1634年にルートヴィヒ伯とその息子であるヨハン伯のためにヨスト・ヘールとハイリヒ・ヘールが古い建物を取り込んでルネサンス様式で建設した現在の宮殿は、その麓で合流する2本の川の間の岩山の上に建っている。この城館の基盤はおそらく11世紀に建設された。
橋が架けられた岩の裂け目が、宮殿と11世紀の古い城塞部分とを分離している。現在、内市街に続く重要な通りがこの裂け目を通っている。
イトシュタインに宮廷があった最後の時代、ナッサウ＝イトシュタイン侯ゲオルク・アウグストの治世に、この建物はマクシミリアン・フォン・ヴェルシュの主導で内装工事がなされた。部分的に失われている漆喰天井は、カルロ・マリア・ポッツィが制作した。主玄関にはヨハン伯とその伯妃との大きな組み合わせ紋章（1635年頃）が掲げられている。
この宮殿（1946年からギムナジウム・ペスタロッツィシューレ）は、ガイドツアーで見学することができる。

#### 城塞とヘクセン塔

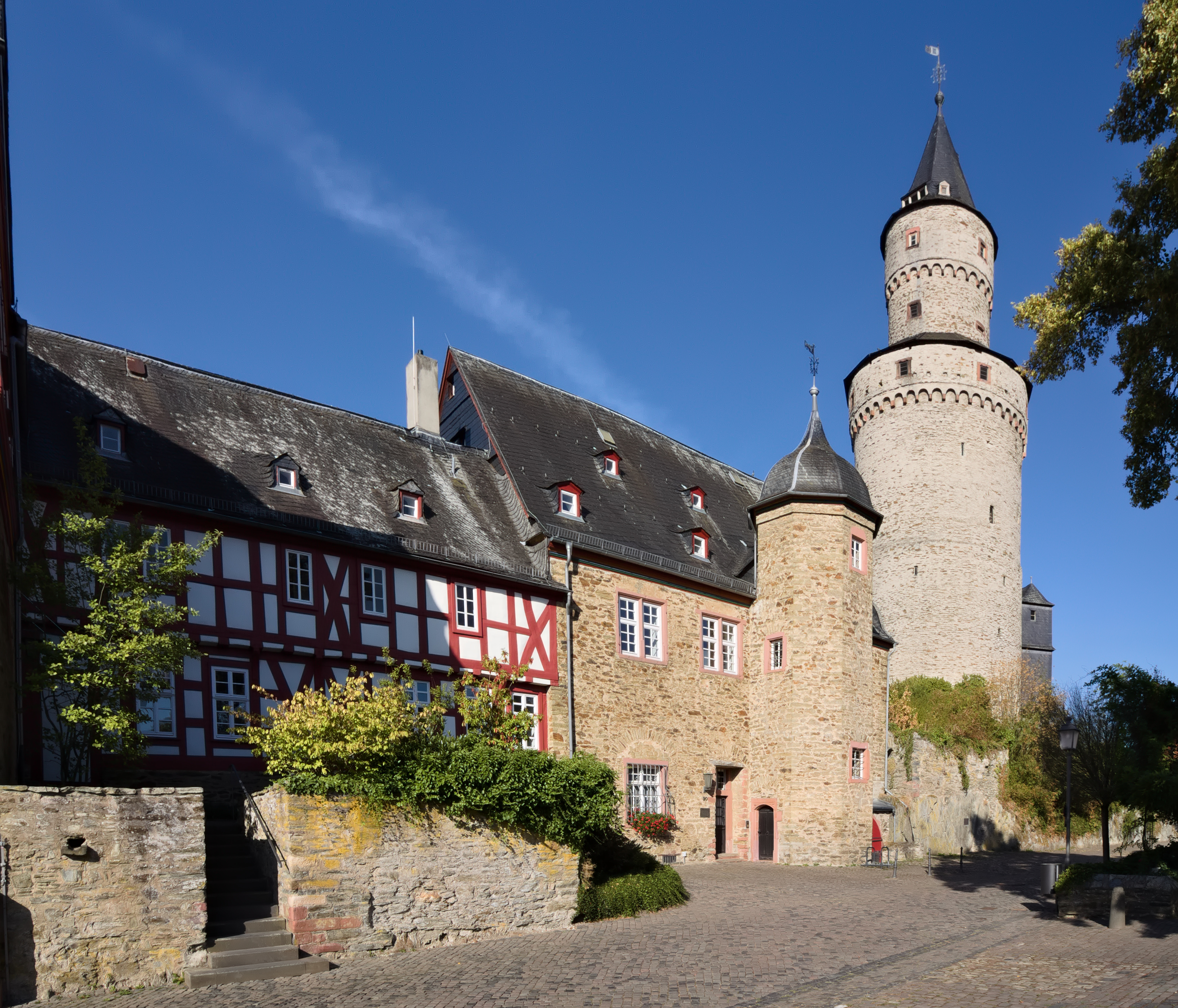
ヘクセン塔とイトシュタイン城

都市側の楼門 (Torbogengebäude) から宮殿へ通じる橋の近くにあるヘクセン塔までのベルク地区（要塞地区）にある城は1497年から1588年に建設された。宮殿の改築に伴い、この地区も17世紀に大きく改変され、一部の防衛機能は時代遅れとなっていたため撤去された。ヘクセン塔（魔女の塔）と呼ばれるベルクフリートは、高さ 42 m、壁の厚さ 3 m 以上、直径約 12 m で、イトシュタインで最も古い建造物である。年輪年代測定法調査によれば、この塔は（長らく1350年頃の建設とされていたが）1170年頃にはすでに建設が始まっていた。バター攪拌器のような形状は、1500年頃に部部的に建造されたものである。この塔は20世紀にほとんど手を加えられなかったため、建築専門家はこれを珍しいタイムカプセルと考えている。1963年の修理では、新たな外装漆喰と小さなコンクリート修復が行われただけであった。
ヘクセン塔に魔女や魔法使いが投獄されたことはない。監獄として使われたのは、現存するもっと小さな塔の方であった。このベルクフリートの根元の石壁には、魔女として殺害された人々の追悼プレートが掲げられている。イトシュタインは、1676年頃には魔女狩りで知られていた。

#### ヘールホーフ

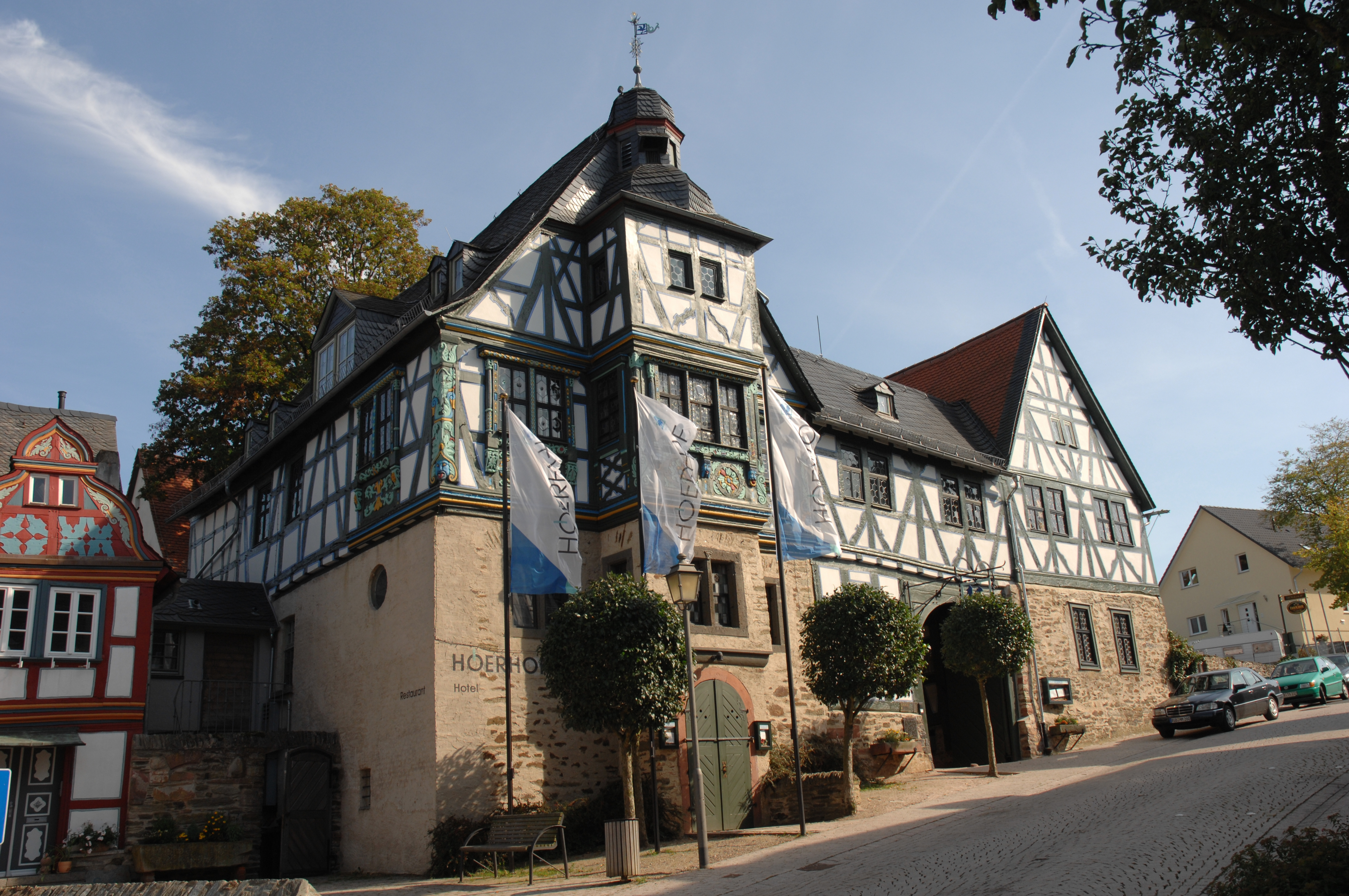
ヘールホーフ

一般には「テプファーハウス」として知られているヘールホーフは、1620年から1626年に宮廷建築家のハインリヒ・ヘールによって建設された。この建物は、主に狩りの館および営林署として利用された。1911年から1955年まで画家のエルンスト・テプファーがここに住んだ。牧歌的な中庭を持つヘールホーフでは現在、何度も賞を受賞した趣味の良いホテルおよびレストランが営業している。この建物はイトシュタインで最も印象的な木組み建築の一つである。

#### 建築学校
市立建築学校は、1892/93年にかつての建築学校校長エミール・ホフマンの設計に基づいて建設され、1910年に教員のアウグスト・ナーベンハウアーの計画に基づいて増築された。この建築学校は1871年にヴィースバーデン専門単科大学に編入され、イトシュタイン・キャンパスは1993年に廃止された。建物は1995年からフレゼニウス単科大学が利用している。

#### その他の歴史的建造物

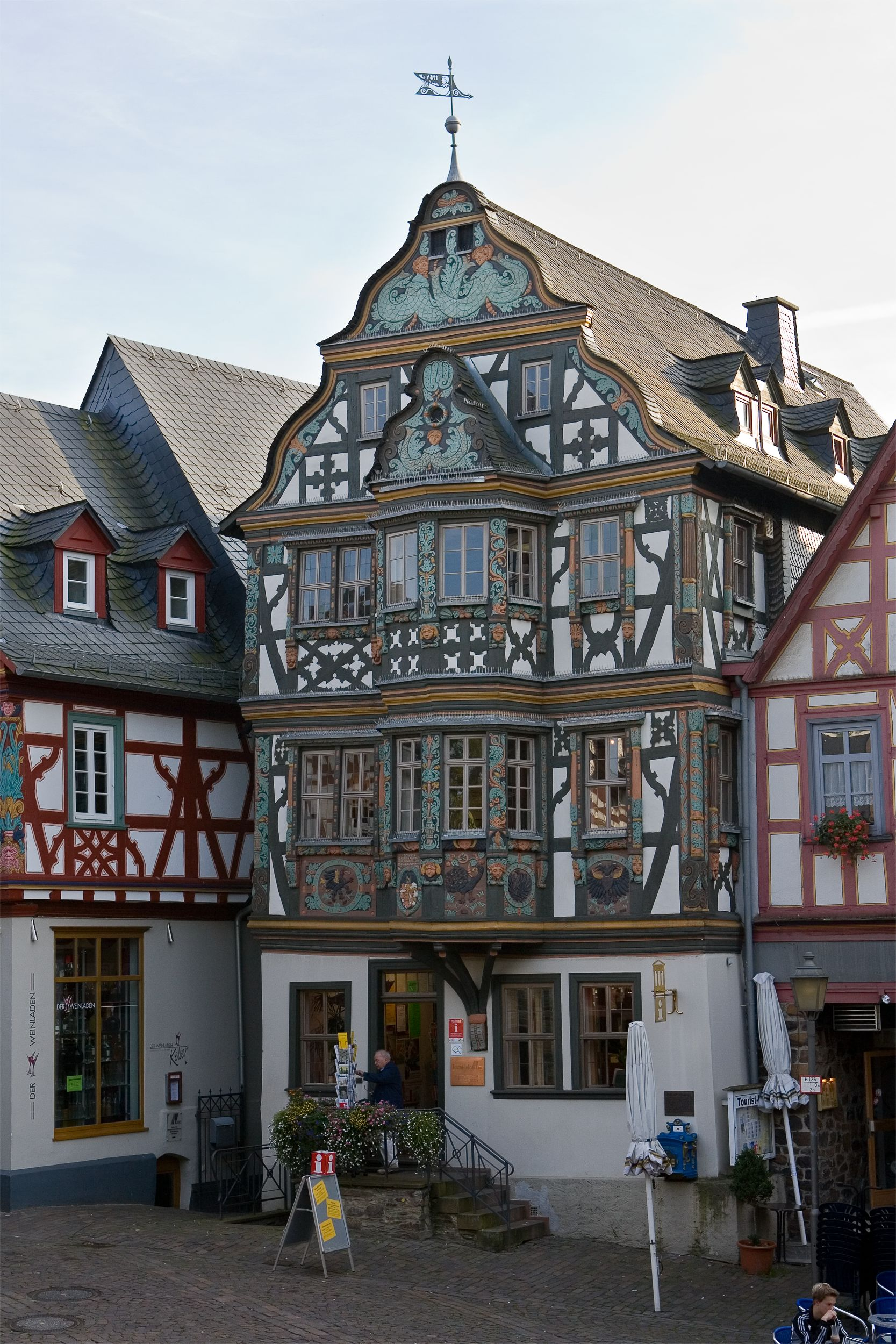
ケーニヒ＝アドルフ広場のキリンガーハウス

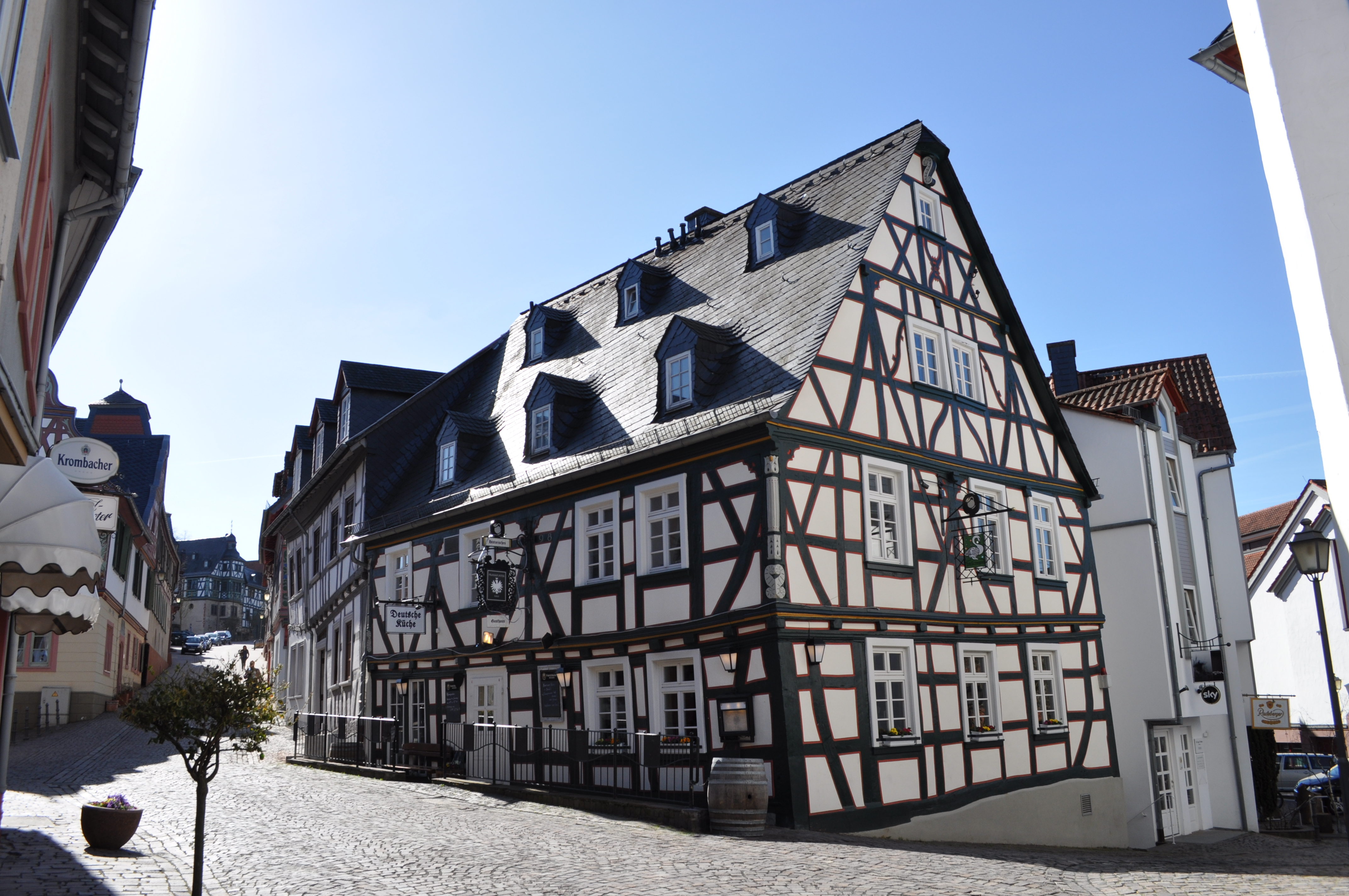
イトシュタインのオーバーガッセ

旧市街中核部は小さい。多くの部分に絵が描かれ、装飾が施された木組み建築は、ヘッセン＝フランケンの木組み建築様式にライン地方の影響が加わっている。旧市街中核部は、高さ約 50 m のヘクセン塔がある城塞地区とヘールホールとの間に位置している。
ナッサウ家城塞の楼門のすぐ前、ケーニヒ＝アドルフ広場の上に1698年に建設された市庁舎がある。この建物は、旧市街を城塞から分離する堀の真上に建つ極めてユニークなものである。特筆すべきはそのグロッケンシュピールである。市庁舎は1928年に落石によって破壊されたが、1932年から1934年に再建された。
ケーニヒ＝アドルフ広場は、立派な木組み建築で継ぎ目なく囲まれている。その多くは1600年頃に建設されたものである。市庁舎の左手に、数年前に修復されたシーフェス・ハウスがある。この建物は1727年に民兵団司令官ニコライによって建設された。ウニオンス教会へ向かう広場の出口に1615年に建設された装飾豊かなキリンガーハウスがある。この建物は1987年から博物館および観光局として利用されている。この建物は、文化史の上で、ドイツで最も重要な木組み建築の一つとされている。
旧市街中核部の他の部分も、16世紀から17世紀の木組み建築や邸宅が建ち並んでいる。その一部には大規模な修復がなされた。特に、ケーニヒ＝アドルフ広場から市街地に出て、古い市壁があるヘルホーフが建つ高台に通じるオーバーガッセ沿いの坂道が顕著である。その麓付近に、16世紀にシュトックハイム家の屋敷として建てられたシュトックハイマー・ホーフがある。この家系が断絶した後、1768年から1776年にカルム家の所有となり、このためこの土地は現在カルメンホーフと呼ばれている。この木組み建築は2005年まで SPZ カルメンホーフ社会教育センターとして利用された。
ウニオンス教会の麓のレーアー広場に、かつての皮革産業の最後の証拠としてゲルバーハウス（直訳: 革なめし小屋）がある。これはかつて、ヴェルスバッハ川沿いの乾燥倉庫だった建物である。レーアー広場は中世から革なめしや皮革加工が行われていた場所である。これは悪臭と、水が必要であったことから、旧市街の外にあり、イトシュタインを流れる小川の近くで業を営んだためである。ゲルバーハウスは大規模な修復の後、現在は演芸やイベントの会場として利用されている。
旧市街中核部の東には、1700年頃のバロック時代の市域拡大で造られたマルクト広場がある。この広場に通じる道路は、当時の都市建設の理想に則って、分かり易く、互いに直交しており、両側に並ぶ木組み建築の多くは構成的で、その装飾は中核部に比べかなり少ない。建築に支障はなく、大きな変更はなされなかったが、たびたび修復が行われた。これらは密集することで印象深いアンサンブルを形成している。

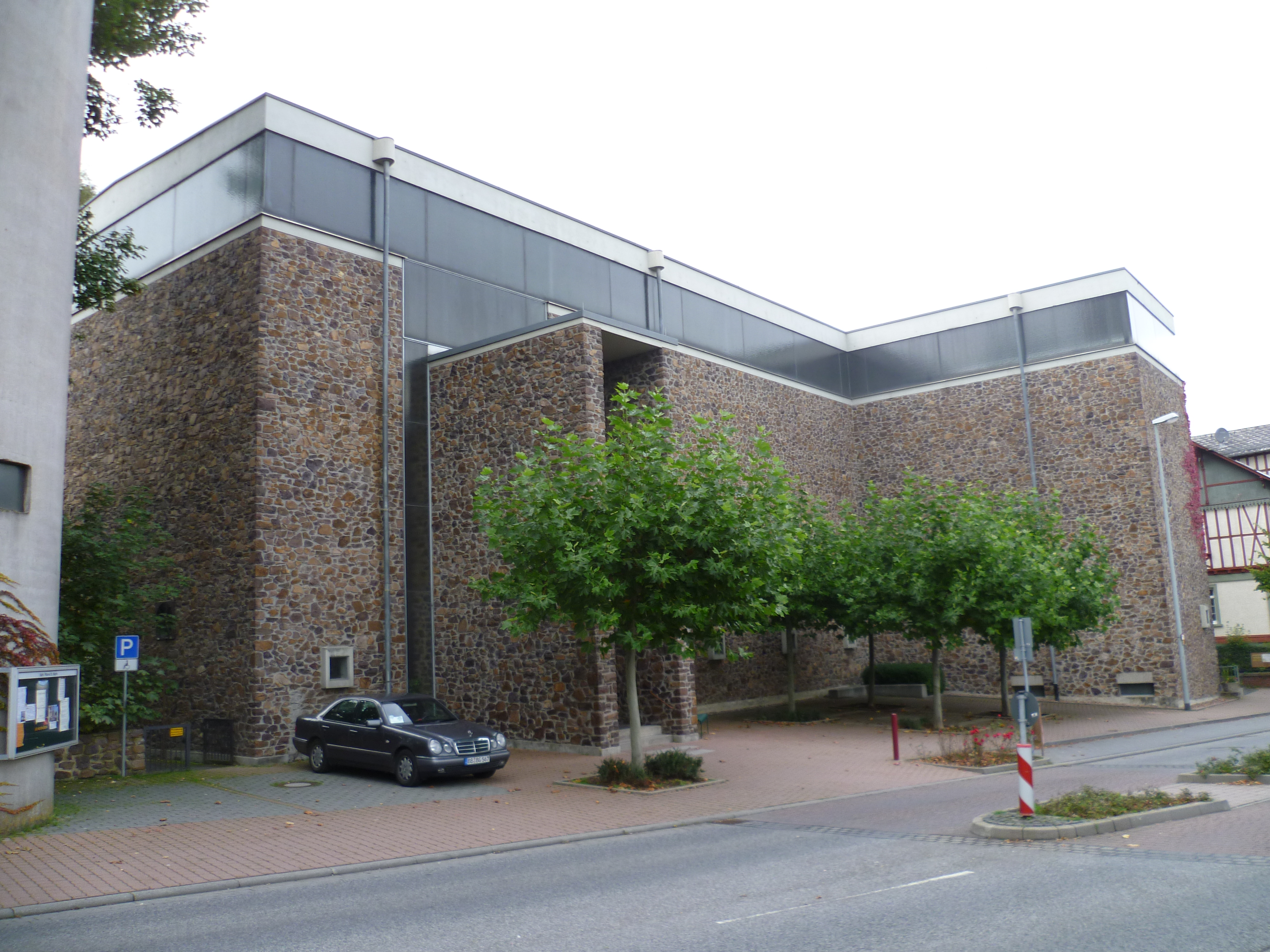
聖マルティン教会
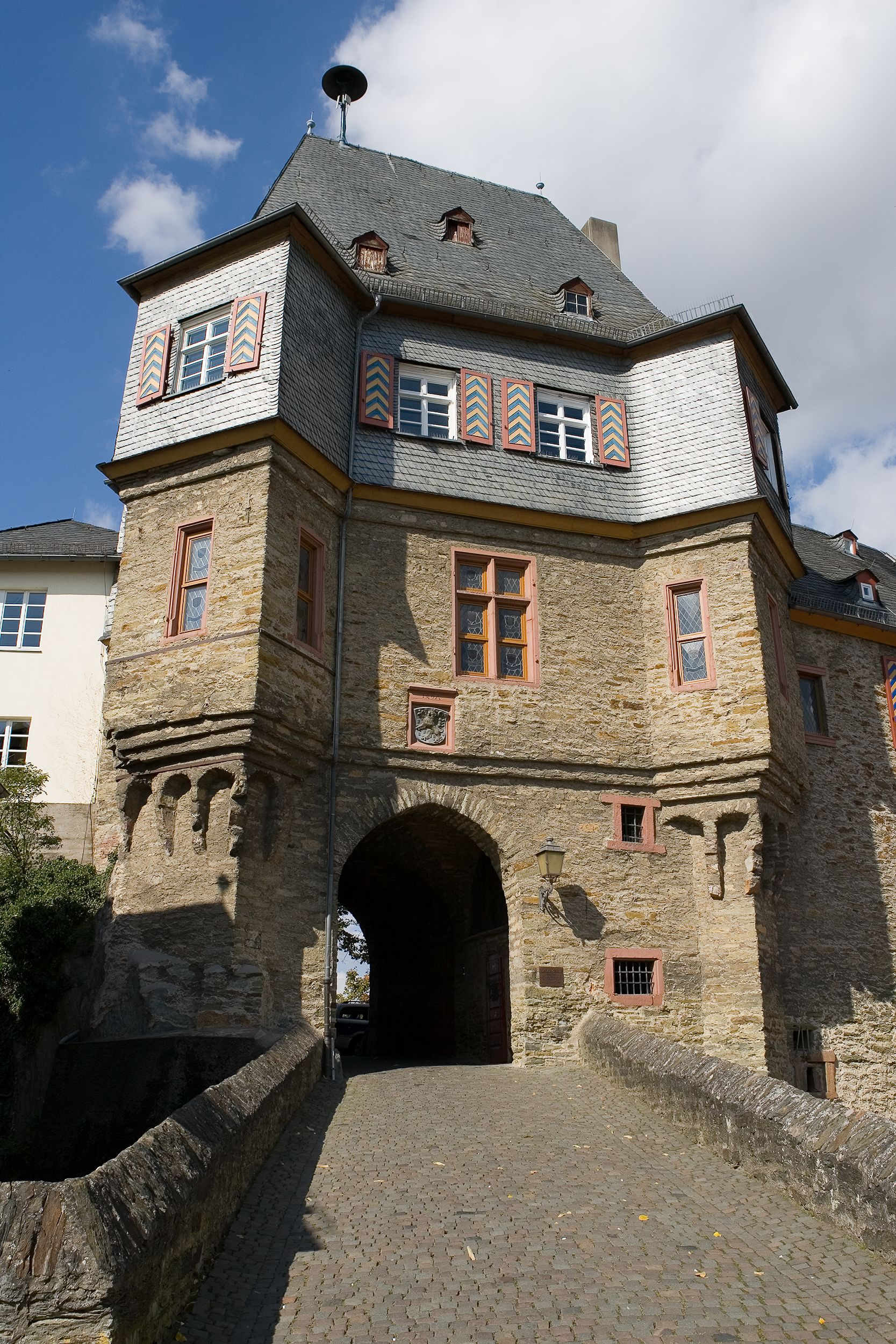
旧市街と城塞地区とを分ける楼門
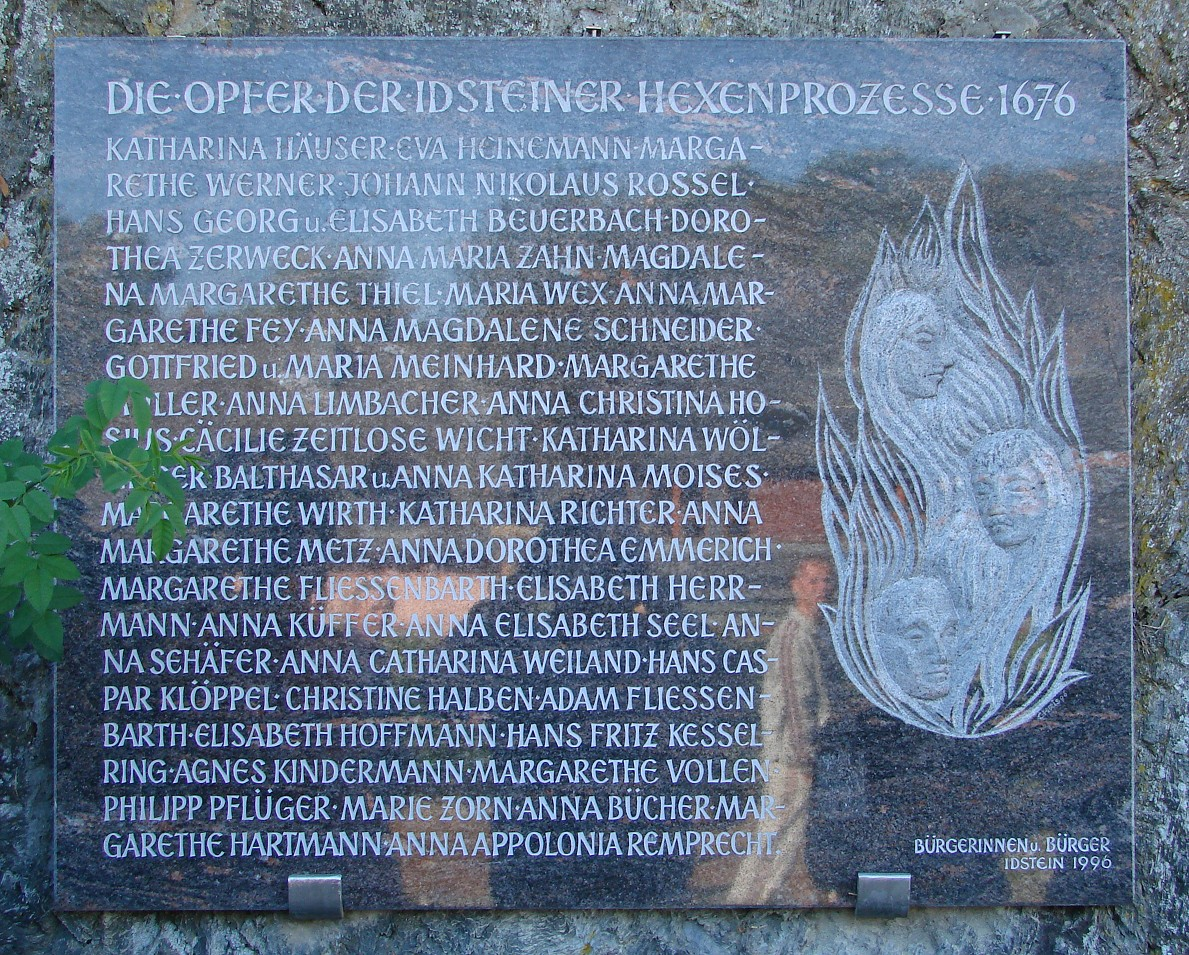
魔女狩りの犠牲者を追悼するプレート
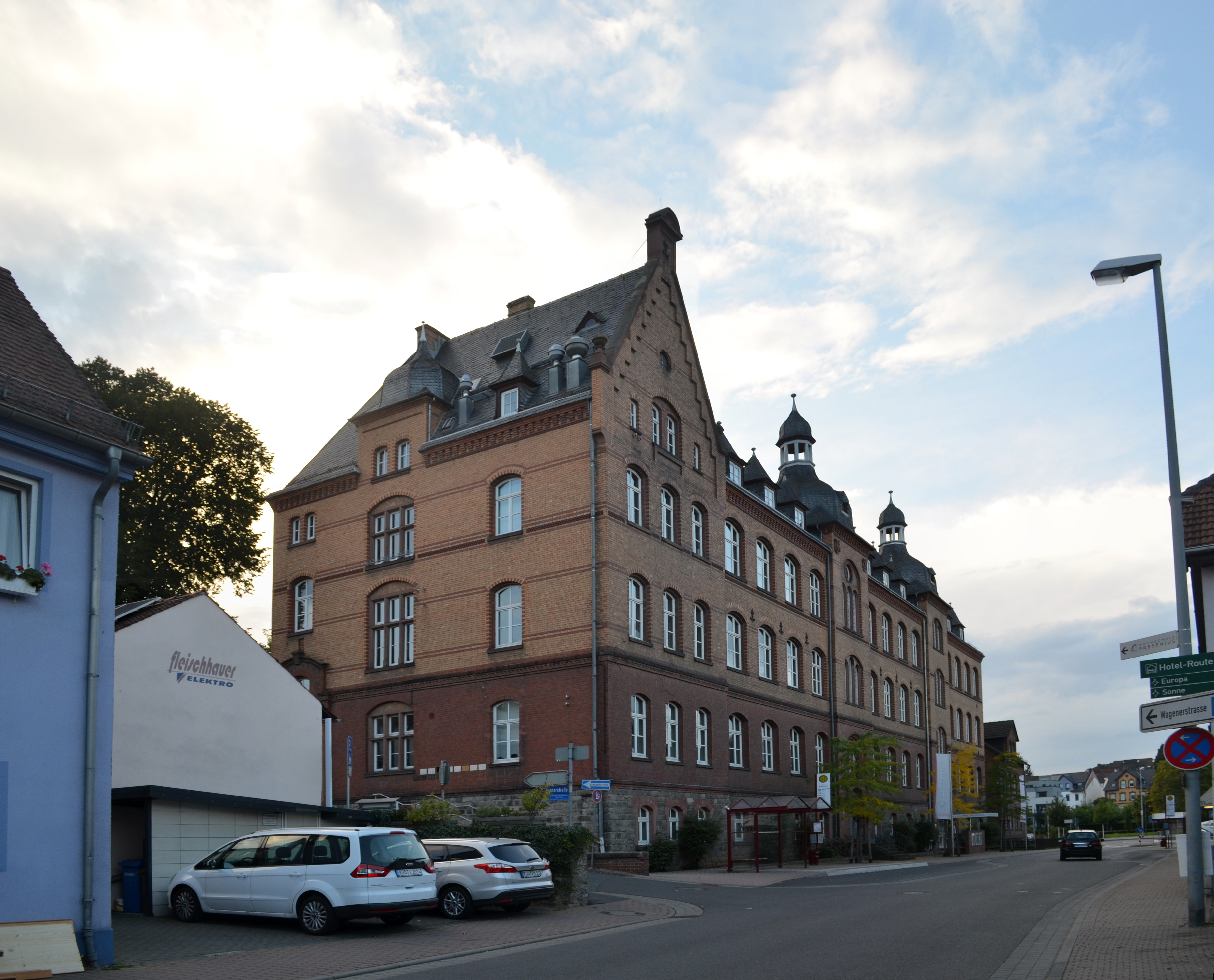
旧建築学校
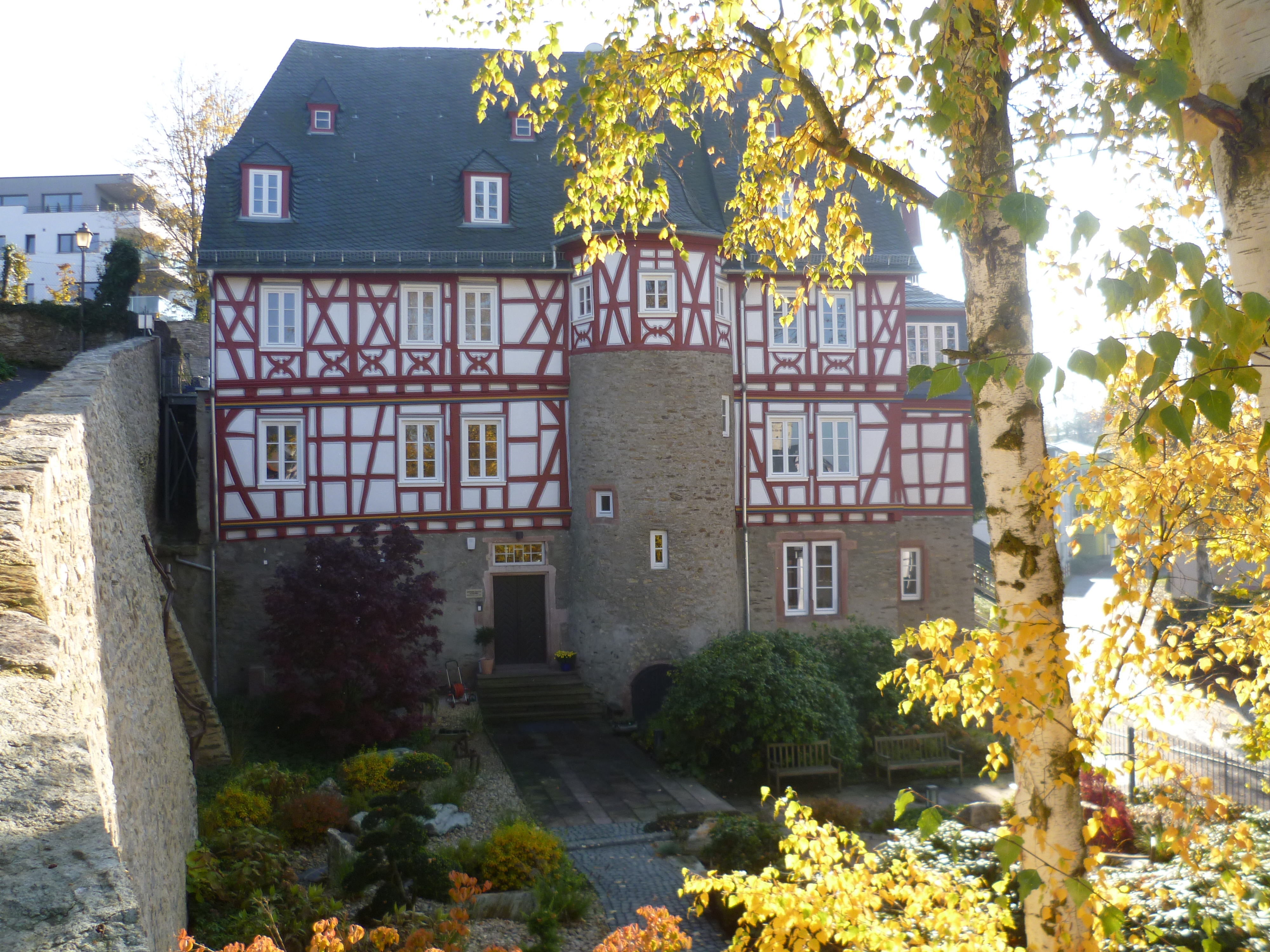
シュトックハイマー・ホーフ

### リメス

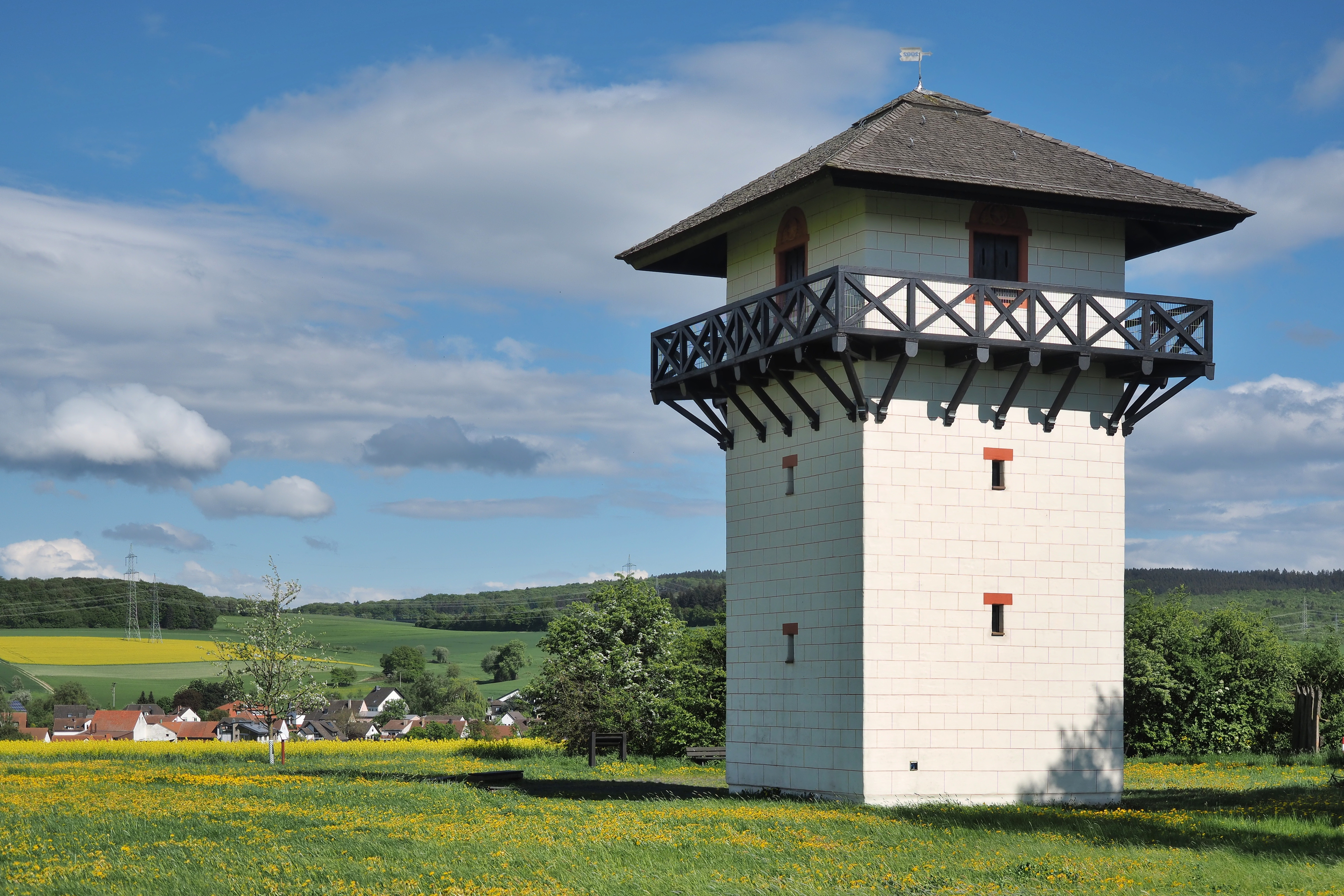
ダスバッハー・ヘーエの見張り塔の復元

西暦86年から建設が始まったリメスが市域を通っていた。現在のイトシュタインがある地域は、ゲルマン側にあたる。リメスの明確な痕跡が、ニーデルンハウゼン方面へ向かう州道のダスバッハ近く、ダスバッハー・ヘーエに復元された見張り塔（レーマー塔として知られる）である。
ダスバッハの教会塔もローマ時代の見張り塔の基礎の上に築かれている。西に隣接するタウヌスシュタイン市内のオルレン地区の近くには、カステル・ツークマンテルの遺構とその復元建造物がある。
ヘフトリヒ市区にはカステル・アルテブルクがあったが、その痕跡をみることはできない。
オーバーゲルマニッシュ＝レティシャー・リメスは、2005年7月15日にUNESCO世界遺産に登録された。

### ユダヤ人墓地
街の外れに1874年に整備されたイトシュタイン・ユダヤ人墓地がある。

### 戦争墓地

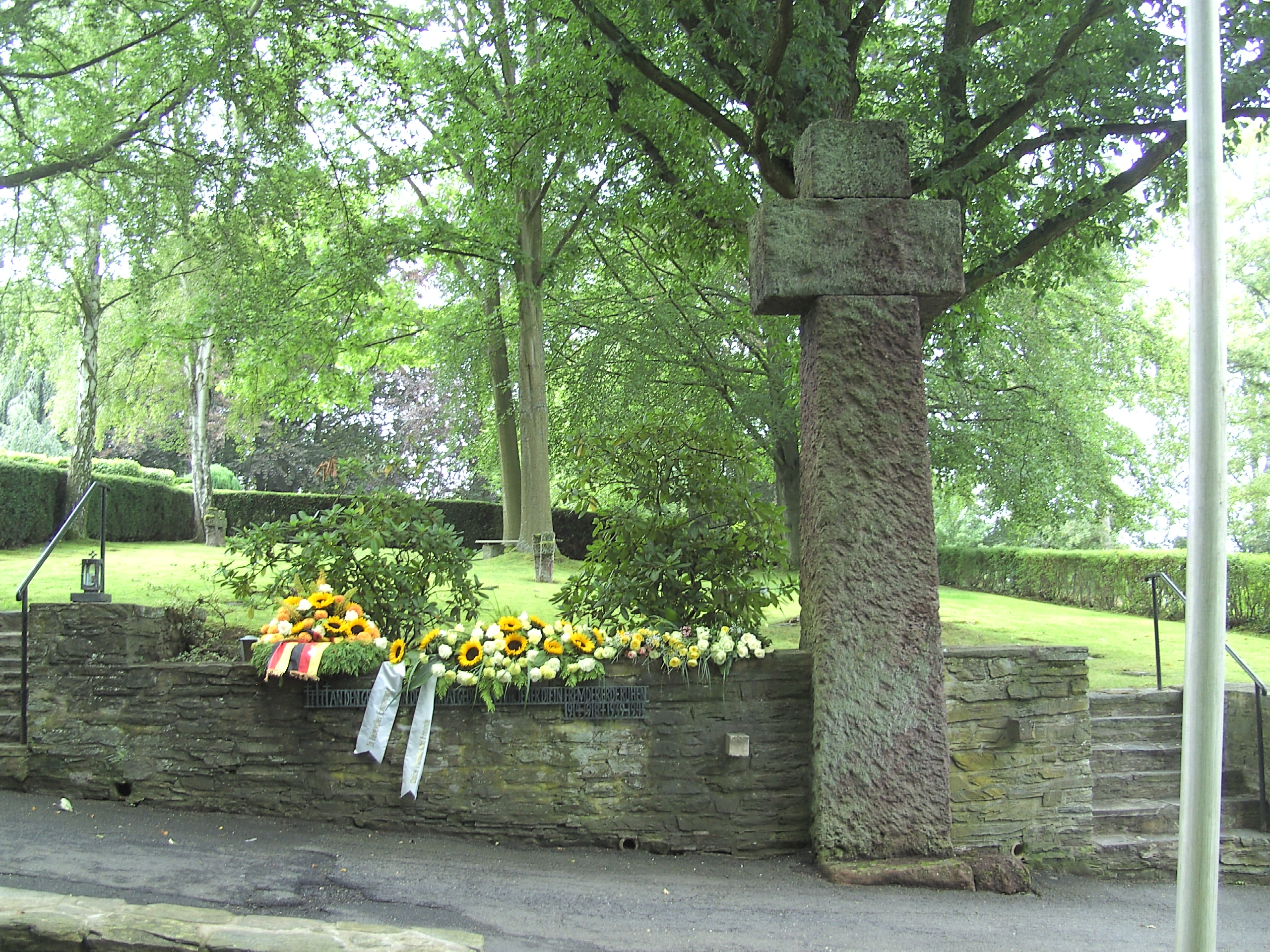
イトシュタインの戦争墓地

第二次世界大戦中イトシュタインには2つの野戦病院があった。1つは宮殿に、1つはカルメンホーフに設けられていた。戦争末期には、野戦病院で亡くなった人を故郷に送ることができなくなり、イトシュタインの墓地に埋葬した。戦後、ドイツ戦争墓地維持国民同盟はイトシュタインにウンタータウヌス郡の全ての戦没者を埋葬する中央墓地を造成した。
イトシュタイン戦争墓地には合計250体が葬られている。ここに葬られている人のうち、234人は名前が判明している。10人は一般市民であった。この他に、この墓地には第一次世界大戦の戦没者やロシア人捕虜も埋葬されている。イトシュタイン戦争墓地に埋葬されている死者の多くは、戦闘の終了した後に亡くなった。ラインヴィーゼン収容所からイトシュタイン野戦病院に収容者が移送されたことは明らかにされている。

### 年中行事
毎年開催されるイベントのハイライトとして、ヘッセン・ジャズ・フェスティバルあるいは最近ではイトシュタイン・ジャスフェスティバルが20年前から旧市街の路地に数千人の観客を引き寄せてきた。ヘッセンの夏季休暇の第1週末、金曜日の夜から日曜日までの3日間、75組のジャズグループが、いくつものステージ・ライブや野外コンサートを繰り広げる。
ウニオンス教会では、年に2回、カルステン・コッホが指揮するイトシュタイン・カントライのコンサートが開催される。たとえば2009年の演目は「カルミナ・ブラーナ」と「クリスマス・オラトリオ」であった。この教会では9月初めに「文化財公開の日のシンフォニーコンサート」が開催される。これはカルステン・コッホ指揮のナッサウ室内フィルハーモニーがベートーヴェンの交響曲シリーズを演奏するものである。ウニオンス教会はこの他にもコンサートの会場となり、ラインガウ音楽フェスティバルの会場としても利用されている。このフェスティバルでは、ボーカルアンサンブル「シャンティクリア」、「アンサンブル・アマルコルト」、「ディー・ジングフォニカー」のコンサートが行われた。
聖マルティン教会では年に1回、フランク・フィンク指揮の聖マルティン合唱団とマルティーニス室内合唱団による合唱コンサートが開催され、マタイ受難曲などが演奏される。1998年にはエリーザベト・ショル、アンドレアス・ショル、マックス・ヴァン・エグモントが、2009年にはアンドレアス・プルイスとクラウス・メルテンスが出演した。この教会では他にもコンサートが開催される。たとえば、グラハム・ウォーターハウスのコンサート、2008年のギオラ・ファイドマンとマティアス・アイゼンベルクのデュオプログラム、2010年のカレヴィ・キヴィニエミのコンサートなどである。
イトシュタインには小さなブドウ畑しかなく、そのワインは販売されておらず特別な機会に供されるだけであるが、毎年ワインフェストが開催されている。最寄りの大きなワイン製造地区が、イトシュタインと同じ郡に属すラインガウである。ワインフェストのワインの大部分はここで創造されたものである。
2年に1度、春に、城塞地区および宮殿地区でイトシュタインのヘクセンマルクト（直訳: 魔女市）が開催される。これは中世風の工芸品やエンターテイメントプログラムが上演される見本市である。その名称は、他のイベントと同様に、この街の象徴的建造物であるヘクセン塔にちなんでいる。
かつてのリメスのカステル・アルテブルクの跡地で毎年、地域を超えて有名な「アルテブルガー・マルクト」（直訳: 古城市）が開催される。
イトシュタインの青年センターは、毎月、ヒップホップ、メタル、DJ-ナイト、パンク・ロックといったイベントプランを用意し、不定期に地元バンドのライブ・コンサートなどを開催している。
2003年から毎年1回モンキー・ジャンプ・フェスティバルが開催されている。このイベントでは、多くのバンドが市内の様々な酒場やレストランで演奏を行う。
2004年から毎年、イトシュタイン市とヒュンシュテッテン町の平等化委員会が共同でイトシュタイン女性会議「フラウエン・イン・バランス」をゲルバーハウスで開催している。

## 経済と社会本
イトシュタインは、2010年にドイツ平均に対して 120.1 % の高い購買力インデックスを示した（住民1人あたり22,703ユーロ）。2019年のそれは 116.9 %（28,053ユーロ/人）であった。

### 交通

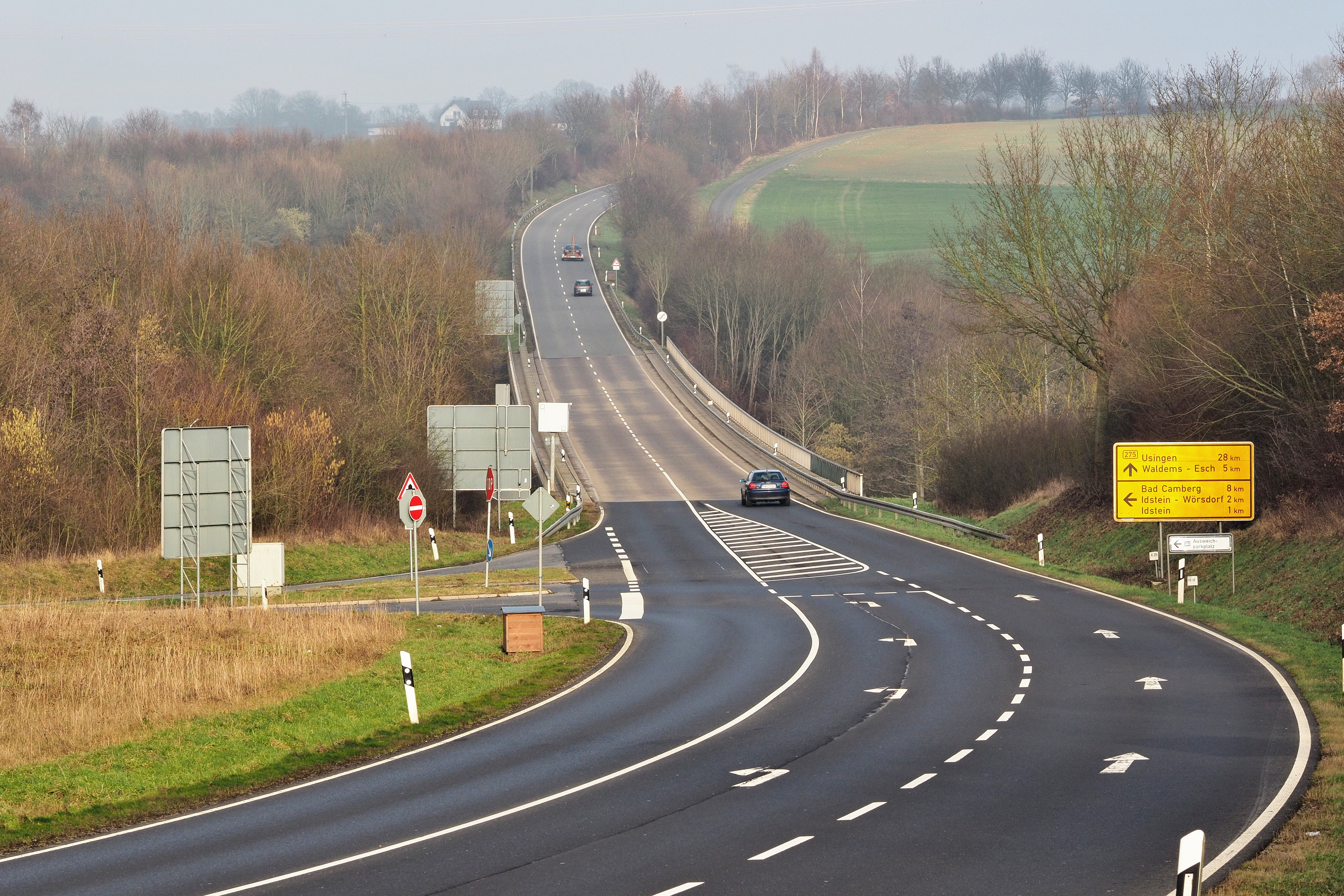
イトシュタイン付近の連邦道 B275号線

イトシュタインは、ドイツ木組みの家街道およびドイツ・リメス街道沿いに位置している。
本市は、連邦アウトバーン A3号線のニーデルンハウゼンとバート・カムベルクとの間の、ヴィースバーデンの北に位置するインターチェンジを有している。また、リムブルク・アン・デア・ラーン、フランクフルト・アム・マインおよびヴィースバーデンに直通の列車が利用できる駅がある。
バイパス道路が建設された後、連邦道 B275号線は大きな弧を描いてこの街を迂回している。これにより歴史的旧市街の交通負荷の大きな軽減が可能となった。それにもかかわらず、内市街の交通量は依然多い。
内市街の交差点をラウンドアバウトに替えることで交通の流れは大いに改善される。1981年から計画がなされ、2006年に最初の工区が完成した南バイパス道に多くの交通が流れた。この道路は2つの新興住宅地を結んでいる。2008年11月には、アウトバーン・インターチェンジのあるニーデルンハウゼンとタウヌスシュタインとの間の交通から内市街を解放する第2期工事が完成した。約1千万ユーロの建設費は、ヘッセン州が 60 % を負担した。残りの建設費はイトシュタイン市とラインガウ＝タウヌス郡が支出した。さらに市を洪水から護るために、水位調整池も建設された。

#### 鉄道
イトシュタイン市内には、マイン＝ラーン鉄道のイトシュタイン (タウヌス) 駅とヴェルスドルフ駅がある。この路線は1877年10月15日にヘッセン・ルートヴィヒ鉄道により開業された。この路線上を、フランクフルト/ヴィースバーデン - ニーデルンハウゼン - リムブルク間の列車が1時間ごとに運行している。ニーデルンハウゼンでは、フランクフルト・シティー・トンネルおよびオッフェンバッハ・シティー・トンネルを経由してディーツェンバッハ方面へ向かうライン＝マインSバーンのS2号線に乗り換えたり、レントヒェス鉄道経由でヴィースバーデンへ（時間によってはヘッセン州立鉄道の直通列車で）行くこともできる。Sバーンをイトシュタインまで延長し、ニーダーゼールバッハに駅を設ける計画はたびたび議論されるが、実現してはいない。利害関係者によって異なる評価がなされ、一部は拒否している。

#### バス
イトシュタイン市営バス (de Idstaaner) は、2本の路線を運行している。
- 221号線: 駅 - アイゼンバッハ - タウベンベルク - ゲンスベルク - シュールガッセ中央バスターミナル - 駅
- 222号線: 駅 - シュールガッセ中央バスターミナル - ゲンスベルク - タウベンベルク - アイゼンバッハ - 駅

旧室内プールの体育館、タウヌス地区、トゥルネゾル＝バートを結ぶもう1つの路線は長年にわたって計画されていたが、2016年12月の時刻表改正時に実装される。この改正に伴って、連結バスでヴィースバーデンまで運行している地方バス 271号線は、ヴェルツガルテン経由ではなく、連邦道 B275号線を走行するようになる。工業地区との路線がないことから、市バスは新しいルートを確保する必要がある。市バスは、ナッサウ交通GmbH (NVG) によって運営されている。使用している車両は主に小型バスの「スプリンター・シティー 65」である。
これに加えてイトシュタインでは数多くの地方バスが運行している。これらのバスは市バスが運行していない重要な地域をも結んでいる・
- 220号線: イトシュタイン - ニーデルンハウゼン - オーバーヨスバッハ（通学時間帯のみ）
- 223号線: イトシュタイン - ヘフトリヒ - グラスヒュッテン - ケーニヒシュタイン・イム・タウヌス
- 224号線: ベルムバッハ - イトシュタイン - エーレンバッハ - ゲルスロート - イトシュタイン - ベルムバッハ
- 225号線: 駅 - 中央バスターミナル - ヒュンシュテッテン - ハーン -（ヴィースバーデン）
- 226号線: 駅 - 中央バスターミナル - ヴェルスドルフ - ヴァルラーベンシュタイン - ケッテルンシュヴァルバッハ
- 228号線: イトシュタイン - レンツハーン
- 230号線: 駅（/中央バスターミナル） - ナッサウ地区 - ヴェルスドルフ - ヴァルスドルフ - バート・カムベルク
- 233号線: イトシュタイン/バート・カムベルク - エッシュ - ヴュストエムス
- 234号線: イトシュタイン/エッシュ - ヘフトリヒ - クレフテル
- 271号線: 中央バスターミナル - 駅 - アム・ヴェルツガルテン - ノイホーフ - プラッテ - ヴィースバーデン中央駅

230号線のルート変更により、225号線と合わせると駅 - 大学 - ツィッセンバッハ・パーク・アンド・ライド間は30分間隔で運行されることとなった。
2007年7月の時刻表改正以後、多くの路線は、特に週末や夜には、ルーフバスで運行されるようなった。イトシュタイン地方ではバス交通もやはり NGVによって運営されている。NGVは、たとえばヴァスム・ライゼン（ヴァルトエムス）、パウル＝ライゼン、ヴァール＝ライゼン（ともにヒュンシュテッテン）などの子会社を設けている。

#### 自転車道
イトシュタイン市内を多くの自転車道が通っている。
- ドイツ・リメス街道は、ライン川沿いのバート・ヘニンゲンからドナウ川沿いのレーゲンスブルクまで、オーバーゲルマニッシュ＝レティシュ・リメス沿いの 818 km の観光街道である[32]。
- ヘッセン広域自転車道 R6号線は「ヴァルデッカー・ラントからラインタールへ」をモットーとしている。この自転車道はヘッセン州北部のディーメルシュタットを起点とし、南部のラムペルトハイムまでを結んでいる。総距離は約 380 km である[33]。
- ヘッセン広域自転車道 R8号線は「ヴェスターヴァルト - タウヌス - ベルクシュトラーセ」をモットーとする約 310 km の自転車道である。この自転車道は、フランケンベルク (エーダー) を起点として、グラーデンバッハ山地、ヴェスターヴァルト（ドイツ語版、英語版）、タウヌス山地、フランクフルト・アム・マイン、オーデンヴァルトを通り、ヘッペンハイム近郊のベルクシュトラーセを終点としている[34]。

### 企業
手工業、小売業を中心とする約200社の中小企業がイトシュタインの産業を形成している。企業の 80 % が従業員数10人以下である。
大きな企業としては、モトローラ、ジャックウルフスキン、エルリングクリンガー、GLYN、ブラック & デッカー GmbH、ディートマール・ビューヒャー鍵製造がある。
大口雇用主で、重要な経済ファクターとなっているのが、障害者および少年援助施設 SPZ カルメンホーフを含むヘッセン州社会福祉連合である。
地元の小売業は、鉄道フランクフルト/ヴィースバーデン - リムブルク線やアウトバーン A3号線沿いの交通の便が良いことから、リムブルク・アン・デア・ラーンやヴィースバーデンのショッピングセンター、あるいはライン＝マイン大都市圏全般との競争にさらされている。

### 大規模建設プロジェクト
2002年のヘッセンの日開催に伴い多くの大型建設プロジェクトが行われた。エッシャー通りを含む内市街とゲンスベルクの住宅地とを結ぶティーアガルテンシュパンゲの建設後、旧市街の一部は交通量が軽減された。南バイパス道路は2008年11月に一般に開放された。
内市街の他に、当時2つの開発地域があった。
- ナッサウ地区（市の北西部、連邦道 B275号線沿いの地区）
- タウヌス地区（市の南東部）

### 公共機関・施設

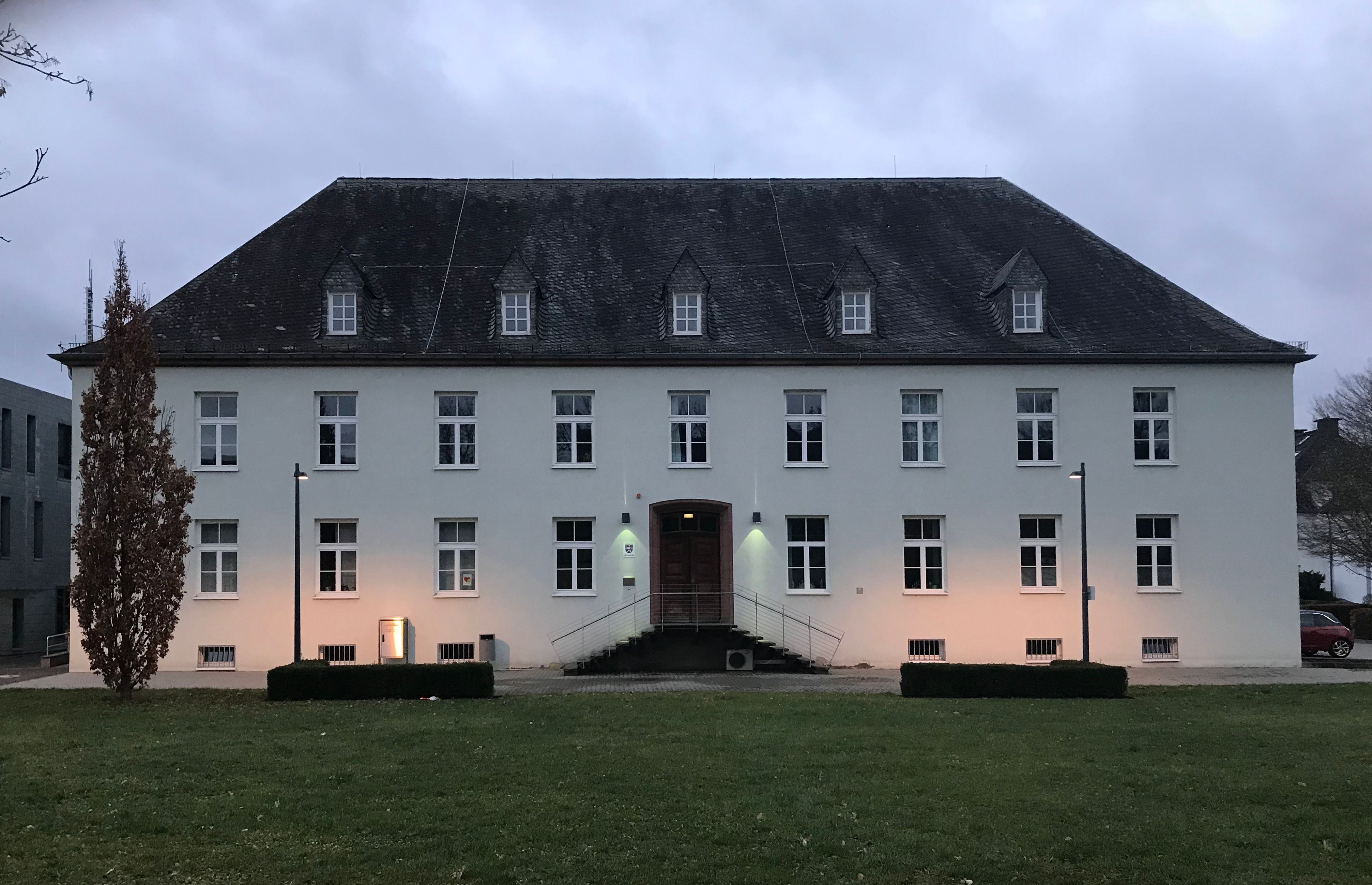
イトシュタイン区裁判所

- イトシュタイン福音主義教会
- イトシュタイン＝ヘフトリヒ福音主義教会
- カトリックの聖マルティン教会区
- ドイツ赤十字
- イトシュタイン消防団
- 青年センター

### 州立機関
- イトシュタイン区裁判所
- 技術救援活動組織

### 教育

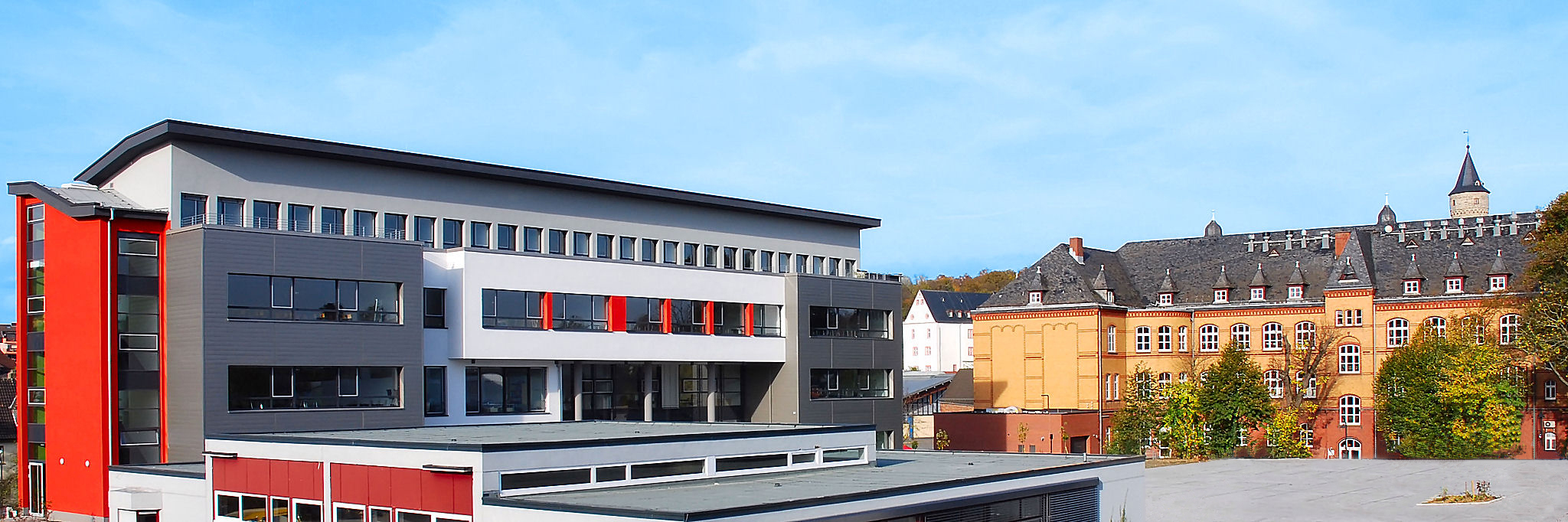
イトシュタイン・フレゼニウス単科大学

- アルテブルクシューレ・ヘフトリヒ（基礎課程学校）
- エーリヒ・ケストナー＝シューレ（学習補助学校）
- フェルトベルクシューレ（情動および社会的発展を重点とする養護学校および精神疾患患者のための学校）
- ヴェルスバッハシューレ（旧フランク＝カーデ＝シューレ）（ヴェルスドルフ基礎課程学校）
- アウフ・デア・アウ基礎課程学校
- フレゼニウス単科大学
- リーメスシューレ（ギムナジウムの上級課程を含む共同型総合学校）
- マックス＝キルムセ＝シューレ（実践教育のための養護学校）
- モンテッソーリ＝シューレ・イトシュタイン（基礎課程学校および統合型総合学校）
- タウベンベルクシューレ（基礎課程学校）
- ペスタロッツィシューレ・イトシュタイン（ギムナジウム）
- ラインガウ＝タウヌス市民大学
- フィトス・カルメンホーフ（ヘッセン州社会福祉連合の施設）

### 病院
病院は、2008年にローベルト＝コッホ通りの18,000 m2 の土地に2,200万ユーロを費やした、90床の新しい建物に移転した。州が1,720万ユーロを補助した。

## 人物

### 出身者
- ヨハン・アンドレアス・ベニグヌス・ベルクシュトレッサー（ドイツ語版、英語版）（1732年 - 1812年）教師、昆虫学者
- ヘルフリヒ・ベルンハルト・ヴェンク（ドイツ語版、英語版）（1739年 - 1803年）教育学者、歴史学者
- カール・ヒル（ドイツ語版、英語版）（1831年 - 1893年）バリトン歌手
- マックス・ホップ（ドイツ語版、英語版）（1996年 - ）ダーツ選手

### ゆかりの人物
- セバスティアン・ストッスコップフ（1597年 - 1657年）画家
- ヴェルナー・シュスター（ドイツ語版、英語版）（1939年 - 2001年）医師、健康情報学者、政治家

## 関連図書
- Rouven Pons (2012). Für Kunst und Glauben. Die Ausmalung der Martinskirche in Idstein unter Graf Johannes von Nassau-Idstein (1603–1677). Wiesbaden: Historische Kommission für Nassau
- イトシュタイン - Hessischen Bibliographie
- イトシュタインの著作およびイトシュタインを主題とする文献 - ドイツ国立図書館の蔵書目録（ドイツ語）より。

### 訳注
1. ↑  Wiesbadener Jugendwerkstatt（直訳: ヴィースバーデン青年作業所）が運営する営農団体